# Užuperkasis
Užuperkasis är en ort i Litauen. Den ligger i den sydöstra delen av landet, 50 km sydväst om huvudstaden Vilnius. Užuperkasis ligger 133 meter över havet och antalet invånare är 343.
Terrängen runt Užuperkasis är platt. Runt Užuperkasis är det glesbefolkat, med 13 invånare per kvadratkilometer. Närmaste större samhälle är Matuizos, 13,1 km sydväst om Užuperkasis. Omgivningarna runt Užuperkasis är en mosaik av jordbruksmark och naturlig växtlighet.